# Barbados a 2020. évi nyári olimpiai játékokon
Barbados a japán Tokióban megrendezett 2020. évi nyári olimpiai játékok egyik részt vevő nemzete volt. Az országot 2 sportágban 8 sportoló képviselte, akik érmet nem szereztek.

## Atlétika
Férfi
| Versenyző        | Versenyszám | Előfutam | Előfutam | Elődöntő | Elődöntő | Döntő   | Döntő    |
| Versenyző        | Versenyszám | Idő      | Hely.    | Idő      | Hely.    | Idő     | Helyezés |
| ---------------- | ----------- | -------- | -------- | -------- | -------- | ------- | -------- |
| Shane Brathwaite | 110 m gát   | 13,64    | 6.       | kiesett  | kiesett  | kiesett | kiesett  |
| Mario Burke      | 100 m       | 15,81    | 9.       | kiesett  | kiesett  | kiesett | kiesett  |
| Jonathan Jones   | 400 m       | 45,04    | 2.       | 45,61    | 8.       | kiesett | kiesett  |

Női
| Versenyző       | Versenyszám | Előfutam | Előfutam | Elődöntő | Elődöntő | Döntő   | Döntő    |
| Versenyző       | Versenyszám | Idő      | Hely.    | Idő      | Hely.    | Idő     | Helyezés |
| --------------- | ----------- | -------- | -------- | -------- | -------- | ------- | -------- |
| Tia-Adana Belle | 400 m gát   | 55,69    | 2.       | 59,26    | 8.       | kiesett | kiesett  |
| Tristan Evelyn  | 100 m       | 11,42    | 6.       | kiesett  | kiesett  | kiesett | kiesett  |
| Sada Williams   | 400 m       | 51,36    | 3.       | 50,11    | 3.       | kiesett | kiesett  |

## Úszás
Férfi
| Versenyző   | Versenyszám | Előfutam | Előfutam | Előfutam | Elődöntő | Elődöntő | Elődöntő | Döntő   | Döntő    |
| Versenyző   | Versenyszám | Idő      | Hely.    | Össz.    | Idő      | Hely.    | Össz.    | Idő     | Helyezés |
| ----------- | ----------- | -------- | -------- | -------- | -------- | -------- | -------- | ------- | -------- |
| Alex Sobers | 200 m gyors | 1:48,09  | 6.       | 29.      | kiesett  | kiesett  | kiesett  | kiesett | kiesett  |
| Alex Sobers | 400 m gyors | 3:59,14  | 7.       | 34.      |          |          |          | kiesett | kiesett  |

Női
| Versenyző      | Versenyszám | Előfutam | Előfutam | Előfutam | Elődöntő | Elődöntő | Elődöntő | Döntő   | Döntő    |
| Versenyző      | Versenyszám | Idő      | Hely.    | Össz.    | Idő      | Hely.    | Össz.    | Idő     | Helyezés |
| -------------- | ----------- | -------- | -------- | -------- | -------- | -------- | -------- | ------- | -------- |
| Danielle Titus | 100 m hát   | 1:04,53  | 6.       | 37.      | kiesett  | kiesett  | kiesett  | kiesett | kiesett  |